# Munna crinata
Munna crinata is een pissebed uit de familie Munnidae. De wetenschappelijke naam van de soort is voor het eerst geldig gepubliceerd in 1972 door Kussakin.